# Alexis Bidal d'Asfeld
Pour les autres membres de la famille, voir famille Bidal d'Asfeld.
Alexis Bidal d'Asfeld baron d'Asfeld (né en 1654, mort des suites de ses blessures à Aix-la-Chapelle en octobre 1689), est un officier des dragons qui s'illustra au cours de la guerre de Hollande, de la Guerre des Réunions et de la guerre de la Ligue d'Augsbourg, où il trouva la mort. Le titre de baron d'Asfeld passa à ses deux frères.

## Carrière militaire
Il est fils de Pierre Bidal (1612-16 juillet 1682), marchand de drap et de soie à Paris, bourgeois de Paris, banquier de la reine de Suède, résident de France pour Louis XIV à Hambourg, seigneur de Wildenburg (Willembruck en Poméranie) et Harsefeld (duché de Brême), et de Catherine Bastonneau (1620-21 janvier 1690). Alexis Bidal eut cinq frères :
- André Bidal d'Asfeld (1655-1673)
- Étienne Bidal d'Asfeld (?-1722) abbé de l'Escaladieu
- Benoît Bidal d'Asfeld (1658-1715)
- Jacques-Vincent Bidal d'Asfeld (1664-1745), dit l'« abbé des Tuiles » est un théologien janséniste.
- Claude François Bidal d'Asfeld (1665-1743), maréchal de France

Alexis Bidal servit d'abord comme capitaine de dragons au régiment de Lorraine au  pendant la campagne de 1672 ainsi qu'au siège de Maëstricht en 1673. Ayant obtenu, le 14 septembre 1673, l'agrément de lever une compagnie de dragons pour le régiment de la Reine, il la commanda aux batailles de Sinsheim, d'Entzheim, et de Mulhouse en 1674 ; à Turckheim, à Altenheim et au secours d'Haguenau et de Saverne en 1675. Major du régiment Royal dragons par brevet du 22 janvier 1676, il se démit de sa compagnie et servit avec le régiment Royal au combat de Kokesberg sous le commandement du maréchal de Luxembourg. Il continua de servir en Allemagne sous le maréchal de Créquy en 1677, et concourut à la victoire remportée à Kokersberg et à la prise de Fribourg. On le nomma mestre de camp d'un régiment de dragons de son nom par commission du 26 avril 1678. Il fut créé inspecteur pour les dragons aux départements de la Lorraine, du Barrois, des Évêchés et de l'Alsace par commission du 3 août 1681. Devenu brigadier de dragons par brevet du 14 octobre suivant, il servit au siège de Luxembourg (1684), et y commanda tous les dragons. 
Promu au grade de maréchal de camp par brevet du 24 août 1688, et versé le même jour dans l'armée du marquis de Sourdis dans l'électorat de Cologne, il fut nommé gouverneur militaire de Bonn. Assiégé dans cette place au commencement de juin 1689, il en fit sortir toutes les bouches inutiles ; ravagea avec sa garnison tout le pays environnant ; fit presque tous les jours des sorties notamment le 29 juin où il mit en fuite 1 500 chevau-légers qui étaient venus se poster sous le château de Siegberg. Enfin, au bout de quatre mois de siège, il soutint et repoussa un assaut où il tua 2 400 ennemis, et ne se rendit, le 12 octobre, qu'avec les honneurs. La place était alors entièrement ruinée et démolie par les tirs d’artillerie, et la garnison qui se trouvait totalement dénuée de vêtements, avait souffert de disette. Le baron d'Asfeld, qui avait été blessé à l'assaut donné à Bonn, sortit de la place le 15 octobre, se rendit à Aix-la-Chapelle pour y prendre les eaux, et y mourut des suites de ses blessures, dans le courant du même mois, à l'âge de 35 ans.

## Source
- Jean-Baptiste de Courcelles, Dictionnaire historique et biographique des généraux français, depuis le onzième siècle jusqu'en 1820, vol. II, Paris, Arthus-Bertrand, 1821, p. 285